# 穆拉河
穆拉河（俄语：Мура）是俄羅斯的河流，屬於安加拉河的左支流，位於伊爾庫茨克州和克拉斯諾亞爾斯克邊疆區，河道全長330公里，流域面積約10,800平方公里，河水主要來自融雪和雨水。